# Girl 6 (Prince-album)
Girl 6 is een compilatiealbum van de Amerikaanse popartiest Prince dat fungeerde als de soundtrack van de gelijknamige film van Spike Lee en werd uitgebracht in 1996.
Naast nummers van Prince staan er ook nummers op van de satellietgroepen The New Power Generation, The Family en Vanity 6. Naast al bestaand materiaal, staan er drie nog niet eerder uitgebrachte nummers op; She Spoke 2 Me en Don't Talk 2 Strangers van Prince, en Girl 6 van de New Power Generation.
Het in 1992 opgenomen She Spoke 2 Me en Don't Talk 2 Strangers komen van de teruggetrokken soundtrack van de film I'll Do Anything uit 1994.

## Nummers
| Nr. | Titel                                          | Duur |
| --- | ---------------------------------------------- | ---- |
| 1.  | She Spoke 2 Me                                 | 4:20 |
| 2.  | Pink Cashmere                                  | 6:15 |
| 3.  | Count the Days (door The New Power Generation) | 3:26 |
| 4.  | Girls & Boys                                   | 5:31 |
| 5.  | Screams of Passion (door The Family)           | 5:27 |
| 6.  | Nasty Girl (door Vanity 6)                     | 5:13 |
| 7.  | Erotic City                                    | 3:56 |
| 8.  | Hot Thing                                      | 5:41 |
| 9.  | Adore                                          | 6:31 |
| 10. | The Cross                                      | 4:46 |
| 11. | How Come U Don't Call Me Anymore               | 3:53 |
| 12. | Don't Talk 2 Strangers                         | 3:11 |
| 13. | Girl 6 (door The New Power Generation)         | 4:04 |

## Singles
Alleen het titelnummer en New Power Generation-nummer Girl 6 werd als single uitgebracht.
Daarnaast staan er op het album vijf eerder op single uitgebrachte nummers, die echter op twee na (Girls & Boys en Nasty Girl) geen grote hits waren.